# 多哥国家足球队遇袭事件
多哥国家足球队遇袭事件，是指2010年1月8日多哥國家隊乘坐旅遊巴士由集訓地剛果共和国前往安哥拉卡賓達參與2010年非洲國家盃，進入安哥拉國境後受到武裝分子槍擊的事件。得到證實的死者包括多哥國家隊助理教練和球隊新聞發言人、記者，而傷者則包括球隊的後衛阿卡波及後備門將奧比拉雷，後者更是重傷危殆，被送住南非搶救。當地反政府分離組織「卡賓達解放陣線」（FLEC）事後承認責任，稱襲擊的目標是護送車隊的軍警。
儘管多哥國腳期望繼續留在安哥拉參加賽事，向遇難的死者致敬。但多哥總理洪博強調，他們的國家足球隊必須返回多哥，退出今屆非洲國家盃賽事，並已派出總統專機前往安哥拉，接載國家隊職球員返國。他表示，如果有隊伍或個人宣稱自己代表多哥，都屬錯誤表述。
非洲足聯不滿多哥隊因為遇襲而退賽，於是於2010年1月30日下令禁止多哥隊參加隨後兩屆的非洲國家盃。

## 外部連結
維基新聞相關報導：Togo footballers ambushed in Angola
5°03′00″S 12°18′00″E / 5.0500°S 12.3000°E